# صدة
الصدة (الاسم العلمي: Euthynnus)، جنس من الأسماك العظمية ذات الزعانف الشعاعية في فصيلة الإسقمريات، وقبيلة التونة.

## قائمة الأنواع
| أنواع جنس الصدة     | أنواع جنس الصدة                | أنواع جنس الصدة  | أنواع جنس الصدة | أنواع جنس الصدة | أنواع جنس الصدة | أنواع جنس الصدة | أنواع جنس الصدة | أنواع جنس الصدة             |
| الاسم الشائع        | الاسم العلمي                   | الحد الأقصى لطول | الطول الشائع    | الوزن الأقصى    | العمر الأقصى    | مستوى غذائي     | المصدر          | الاتحاد الدولي لحفظ الطبيعة |
| ------------------- | ------------------------------ | ---------------- | --------------- | --------------- | --------------- | --------------- | --------------- | --------------------------- |
| بلاميطة, بلاميطة    | بلاميطة (Cantor, 1849)         | 100 سـم 3.3 قدم  | 60 سـم 2.0 قدم  | 13.6 كـغ 30 رطل | 6 سنوات         | 4.50            | [ 1 ] [ 2 ]     | Least concern               |
| كبريت (سمكة)        | كبريت (سمكة)(Rafinesque, 1810) | 122 سـم 4.0 قدم  | 80 سـم 2.6 قدم  | 16.5 كـغ 36 رطل | 10 سنوات        | 4.13            | [ 3 ]           | Least concern               |
| Black skipjack tuna | E. lineatus(Kishinouye, 1920)  | 84 سـم 2.8 قدم   | 60 سـم 2.0 قدم  | 11.8 كـغ 26 رطل |                 | 3.83            | [ 5 ] [ 6 ]     | Least concern               |